# 12 ق هـ
12 ق هـ هي السنة الثانية عشرة السابقة للهجرة النبوية، وهي توافق ما بين سنتي 609 و610 حسب التقويم الميلادي، أي أنها بدأت في سنة 609م وانتهت في سنة 610م.